# DDR-2
Pour les articles homonymes, voir DDR2 SDRAM.
DDR-2 était une station de radio nationale est-allemande appartenant à la société de radiodiffusion Rundfunk der DDR. Fondée en 1958, elle diffusait avant tout des programmes régionaux, culturels ou éducatifs. Elle émettait principalement en moyenne fréquence et possédait des studios régionaux dans la plupart des districts de la République démocratique allemande.
Les matinées étaient consacrées aux informations locales et aux émissions de proximité, qui se succédaient de 5 heures du matin à 13 heures. L'après-midi, DDR-2 reprenait un programme unique issu des studios est-berlinois de la Rundfunk der DDR. Celui-ci comprenait des émissions culturelles, de la musique classique, des débats et des programmes éducatifs.